# Antonín Chroustovský
Antonín Chroustovský (4. dubna 1888 – 1970) byl český a československý politik a meziválečný poslanec Revolučního národního shromáždění za Republikánskou stranu československého venkova (agrárníky).

## Biografie
Zasedal v Revolučním národním shromáždění za Republikánskou stranu československého venkova (agrárníky). Na mandát v tomto zákonodárném sboru rezignoval roku 1919. Byl profesí rolníkem.
Působil v Lipovém Dvorci na Havlíčkobrodsku (dnes usedlost na jihovýchodním okraji města poblíž bývalé samostatné vesnice Mírovka).
Později z agrární strany odešel. V roce 1925 kandidoval do parlamentu za Československou stranu agrární a konzervativní Karla Práška. Během voličské schůze v Habrech se pohádal s agrárnickým protikandidátem Stanislavem Horčičkou. Napadl ho fyzicky. V roce 1934 se jeho jméno zmiňuje mezi signatáři provolání vznikající nacionalistické organizace Národní fronta na Německobrodsku. On sám ovšem následně v celostátním tisku svou účast na této akci popřel, nicméně dodal, že vítá sdružování sil státotvorné národní opozice.